# Каньяри

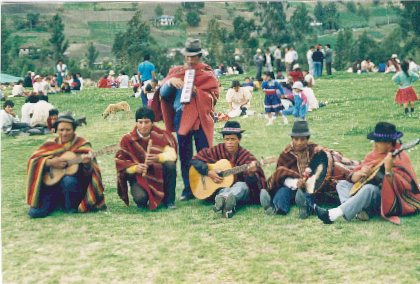
Музыканты-каньяри

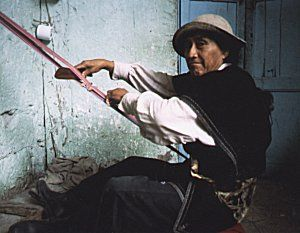
Ткач-каньяри за своим станком

Каньяри (исп. Cañari) — южноамериканское индейское племя в южно-центральной части Эквадора. Каньяри были подчинены инками в результате завоевательных походов Уайна Капака, при этом многие тысячи каньяри были убиты.

## История
Племя занимало главным образом регион Тумебамба, который иногда называли «вторым Куско» из-за сходства со столицей империи Инков. Архитектура Тумебамбы, по сообщениям, была почти такой же грандиозной, как и в Куско. Они же создали ряд других крупных поселений, в частности, крепость Ингапирка.
Во время Инкской гражданской войны между сыновьями Уайна Капака каньяри поддержали Уаскара, несмотря на проживание в северных землях, которые унаследовал незаконный сын и наследник Атауальпа. Первоначально действия военачальников Уаскара, Атока и Ханго, были успешными, им удалось разгромить армию Атауальпы, захватить его самого и крупные города Кахамарка и Тумебамба. Но на следующем этапе гражданской войны Атауальпа при помощи военачальников, лояльных его отцу, смог разгромить уаскарские войска в битве у Мульиамбато и битве у Чимборасо. После того, как Атауальпа захватил Тумебамбу, он сжёг город дотла и устроил массовую резню его жителей.
После смерти Атауальпы от рук Ф. Писарро, когда Руминьяви возглавил сопротивление инков, каньяри выступили на стороне конкистадоров.
Некоторые сведения о каньяри собрал и издал в 1553 году в книге «Хроника Перу» Сьеса де Леон:
«Дома туземцев Каньяри, о которых я только что говорил, невелики, построенные из камня, покрытие из соломы. Эта земля плодородная и очень изобилует продовольствием и дичью. Они поклоняются солнцу, как и предыдущие. Правители женятся на женщинах, каких захотят и больше им понравившихся, и пусть их было бы много, одна [всё же] является главной; и прежде чем жениться, они устраивают большое угощение, на котором, вволю наевшись и напившись, делают некоторые вещи по своему обычаю.»

## Язык
Ещё во времена испанской конкисты каньяри говорили на языке юнка (каньяри) из семьи чимуанских языков, родственном языкам мочика и пуруа. После порабощения инками, однако, в результате постоянных переселений среди каньяри распространился язык кечуа. В последнее время диалект кечуа, на котором говорят каньяри, понемногу вытесняется испанским языком.